# Романовка (Хворостянский район)
Рома́новка — село в Хворостянском районе Самарской области. Административный центр сельского поселения Романовка.

## География
Село находится на расстоянии примерно 32 км (по прямой) на северо-восток от села Хворостянка, административного центра района.

## Население
| 2010 |
| ---- |
| 656  |

### Национальный состав
Согласно результатам переписи 2002 года, в национальной структуре населения русские составляли 88 % из 594 чел.